# Kalinowice (województwo lubelskie)
Kalinowice (dawn. Kalinowice Ordynackie) – wieś w Polsce położona w województwie lubelskim, w powiecie zamojskim, w gminie Zamość.
Do 11 października 1973 w gminie Łabunie.
W latach 1954–1972 wieś należała i była siedzibą władz gromady Kalinowice. W latach 1975–1998 miejscowość administracyjnie należała do ówczesnego województwa zamojskiego.
Wieś jest sołectwem w gminie Zamość. Według Narodowego Spisu Powszechnego z roku 2011 wieś liczyła 1709 mieszkańców.
Dawniej wieś nazywała się Kalinowice Ordynackie (od Ordynacji Zamojskiej) w celu odróżnienia jej od sąsiedniej wsi Kalinowice Rządowe. Po włączeniu tej drugiej w granice Zamościa, wyróżnik Ordynackie stał się zbędny.
Wierni Kościoła rzymskokatolickiego należą częściowo do parafii Matki Bożej Bolesnej w Wólce Panieńskiej.

## Części wsi
| SIMC    | Nazwa                | Rodzaj    |
| ------- | -------------------- | --------- |
| 0906150 | Kolonia Pierwsza     | część wsi |
| 0906166 | Przy Hrubieszowskiej | część wsi |
| 0906172 | Przy Szosie          | część wsi |
| 0906189 | Stara Wieś           | część wsi |

## Opis
Miejscowość położona jest przy wschodniej granicy Zamościa, przy drodze krajowej nr . W odróżnieniu od typowej wsi rolniczej stanowi też jedno z większych podmiejskich osiedli domów jednorodzinnych mających charakter przedmieścia. Funkcjonują tu szkoła podstawowa, filia Gminnej Biblioteki Publicznej w Sitańcu oraz giełda artykułów rolniczych.
Nazwa pochodzi od rzeki Kalinowicy, dzisiejszej Łabuńki. Natomiast nazwa rzeki najprawdopodobniej wiąże się z „kaliną”, ze względu na krzewy jagodowe porastające pobliskie tereny.

## Historia miejscowości
- 1423 – pierwsze wzmianki, posesorem do ok. 1439 roku był szlachcic Syropold „de Kalinowycze”.
- 1456 – wieś należała do Jana Ukleyi.
- 1495 – wieś znajdowała się w posiadaniu Niemierzów – Ostrowskich.
- 1513 – Kalinowice znalazły się jako zastaw u Jana (Jakuba) Strusia z Komorowa, starosty chmielnickiego, który w tym samym roku przelał swe prawa do zapisu zastawnego na Mikołaja Zamoyskiego, kanonika krakowskiego.
- 1517 – dotychczasowy dziedzic Jana Niemierza – Ostrowski zrzekł się ostatecznie dóbr Kalinowic na rzecz Mikołaja i Feliksa Zamoyskich za sumę 2000 florenów. Odtąd Zamoyscy włączając w 1589 roku wieś do Ordynacji, władali nią aż do XIX stulecia.
- 1580 – na gruntach Kalinowic i Skokówki założone zostało miasto Nowe Zamoście.
- 1730–1733 – dzierżawcami wsi byli szlachcice Józef Wojucki i Jerzy Radecki, chorąży bełski (wobec klęsk i zniszczeń z II poł. XVII i początku XVIII wieku oraz nieudolności zarządu Ordynacji Zamoyscy zastawiali swoje dobra, lub oddawali je w kilkuletnią dzierżawę w zamian za udzieloną pożyczkę).
- 1730 – we wsi powstał ordynacki browar, a rok później folwark.
- 4 kwietnia 1813 – atak (podczas oblężenia Zamościa przez wojska rosyjskie) dokonany przez polskich obrońców twierdzy i chwilowe oswobodzenie Kalinowic z rąk nieprzyjaciela.
- 1830–1831 – powstanie listopadowe, wieś znajdowała się w obrębie twierdzy Zamość.
- 1883 – ordynat Konstanty Zamoyski podjął plan przesiedlenia do Kalinowic wszystkich Żydów, którzy mieszkali w dobrach ordynackich. Akcja ta zakończyła się prawdopodobnie niepowodzeniem.
- 1 lipca 1917 – w Kalinowicach powstało koło Polskiej Macierzy Szkolnej, do którego należało 47 osób. Dzięki wysiłkom jego członków powstała biblioteka.
- 1936–1937 – strajki na polskiej wsi. We wsi odbywały się narady międzypowiatowe działaczy Stronnictwa Ludowego.
- późna jesień 1939 – od tego momentu we wsi rozwijał się ruch konspiracyjny, związany ze Związkiem Walki Zbrojnej - Armią Krajową. Jej organizatorem w południowej części gminy Nowa Osada (wsie Jarosławiec, Szopinek, Wólka Panieńska, Stabrów, Kalinowice, Pniówek) był starszy wachmistrz kawalerii Andrzej Wojtas ps. „Cięty”. Do 1944 roku dowodził placówką (drużyną, potem plutonem) Związku Walki Zbrojnej - Armii Krajowej złożoną z mieszkańców Kalinowic, Wólki Panieńskiej i Pniówka, w skład którego wchodziła sekcja (drużyna) kalinowicka. Pluton dowodzony przez „Ciętego” liczył 25 osób. Jego zastępcą był Henryk Juszczak ps. „Przybył – Cień”, który również wywodził się z Kalinowic.
- grudzień 1942 – w pierwszych dniach miesiąca wieś została częściowo wysiedlona, a pozostałą ludność zatrudniono w pobliskich zakładach przemysłowych (kaflarni, cegielni) pod nadzorem niemieckim.
- lipiec 1944 – we wsi koncentrowała się kompania 9 pułku piechoty Armii Krajowej, która następnie przez Nowe Miasto wkroczyła do Zamościa.
- 2003 – oddano do użytku budynek szkoły, w którym mieszczą się szkoła podstawowa i przedszkole.